# ينار محمد
ينار محمد نسوية عراقية بارزة، ولدت في بغداد عام 1960، وهي عضو مؤسس ومديرة منظمة حرية المرأة في العراق، ورئيسة تحرير جريدة «المُساواة»، وهي أحد أبرز المدافعين عن حقوق المرأة في العراق، وحاصلة على جائزة مؤسسة غروبر للدفاع عن حقوق المرأة عام 2008.

## حياتها المبكرة
ولدت ينار في بغداد بالعراق لأسرة مسلمة متشددة، اصطدمت فيها بالتقاليد الإسلامية التي ثارت عليها فيما بعد. كان جدها رجلًا يحظى باحترام من حوله، يصلي الفروض الخمسة، ويتصدق للفقراء ويقضي في النزاعات بين الناس؛ فاستحق لقب «مُلَّا» لتقواه وورعه ومعرفته الدينية الغزيرة. تقول ينار أنه على الرغم من ذلك، تزوج جدها من الشقيقة الصغرى لزوجته السابقة في ال14 من عمرها، وأن حديثها مع جدتها في مراهقتها عن هذا «الزواج القسري» هو أول ما دفعها لتبني قضية حقوق المرأة.
التحقت سنار بجامعة بغداد، وتخرجت عام 1984 حاملة شهادة بكالوريوس الهندسة، كما حصلت على درجة الماجستير من نفس الجامعة عام 1993. لم يعرف الكثير عن نشاطها السياسي قبل التخرج، لكنها كانت عضوًا في الحزب الشيوعي العراقي، الأمر الذي يتفق مع رؤاها السياسية فيما بعد؛ فالحزب علماني ومؤيد لحقوق المرأة.
قررت عائلتها الهجرة إلى كندا عام 1993. تصف ينار الهجرة بأنه «الذهاب إلى منفى»، لكن سبب النفي غير معروف. ولم تعد ينار إلى العراق حتى اجتياح أمريكا للعراق عام 2003؛ للدفاع عن حقوق المرأة. تقول ينار: «أرى العراق تعود إلى زمن جدتي، أرى جميع النساء متشحات بالحجاب وفساتين طويلة قبيحة». وقد تم تمويل هذه العودة من قبل جماعات حقوقية نسوية في الولايات المتحدة والمملكة المتحدة لا سيما الجماعة الحقوقية بنيويورك «لجنة العمل لدعم المرأة في العراق».

## نشاطها في العراق منذ 2003
بعد عودتها إلى العراق أنشأت ينار عدة منظمات لتعزيز حقوق المرأة في العراق كمنظمة حرية المرأة ولجنة الدفاع عن حقوق المرأة العراقية. وعملت أيضًا رئيسة تحرير لجريدة «المساواة» التي تعد منصة نسوية ضد الأصولية الإسلامية والنزعة الأبوية القبلية، وتسلط الضوء على الانتهاكات التي تعرضت لها المرأة أثناء الحرب.

### منظمة حرية المرأة في العراق
أسست ينار منظمة حرية المرأة في العراق عام 2003، وشاركت في إدارتها حتى عام 2009، دعمت المنظمة المرأة في العراق بعد الغزو الأمريكي عام 2003؛ ونتيجة لجهودها حصلت ينار على جائزة مؤسسة غروبر للدفاع عن حقوق المرأة عام 2008.
ذكرت ينار أسبابًا عديدة لإنشاء المنظمة بعضها ينتقد الولايات المتحدة الأمريكية، ويعود إلى انعدام الأمان وانعدام الحريات الشخصية والعنف ضد المرأة، وقد اضطلعت المنظمة بهذه المهام:
- إنشاء ملاجئ آمنة للنساء المهددات بالعنف الأسري وما يسمى بجرائم الشرف.
- مكافحة الإتجار بالشابات وحمايتهن من العبودية الجنسية أو الدعارة.
- دروس لتعليم النساء كيفية مواجهة التعصب.
- المطالبة بالمساواة على راديو وتلفزيون العراق.
- أجرت ينار أيضًا مقابلات مع 200 سجينة، وأطلعت الحكومة على ظروفهن السيئة، وقد نجحت جهودها في إنقاذ سيدة من حكم الإعدام.

في حديث لها مع شبكة سي إن إن الإخبارية ذكرت ينار أن المنظمة قد تمكنت من منع 30 جريمة شرف ومغادرة سيدات من العراق عندما تعرضت حياتهن للخطر. عمل المنظمة بالنسبة لينار هو سلسلة من الكفاح المتواصل، وتعزو العنف إلى تواجد القوات الأمريكية التي تسمح للعنف الطائفي بالازدهار، كما قالت: «نحن نشاهد مئات المسؤولين على شاشات التلفاز يقولوان أنهم منحوا المرأة حريتها، لكن في الشارع كل النساء محجبات بالأبيض والأسود والألوان، لا تستطيع المرأة أن تتحرك بحرية أو أن تتعلم أو أن تعمل».
أكدت ينار على أن وضع المرأة العراقية مُدمَّر حاليًا، وأن إعادة الحياة الحضارية المدنية يتطلب عقودًا.

### لجنة الدفاع عن حقوق المرأة العراقية
ينار محمد هي مؤسسة لجنة الدفاع عن حقوق المرأة العراقية، تدافع عن المساواة عن طريق المشاركة الفعالة في النقاش السياسي. تهدف اللجنة إلى تقصي وضع المرأة العراقية لا سيما في كردستان العراق حيث تغيب سيادة القانون التي تفسح مجالًا للممارسات القبلية القديمة ضد المرأة بتحفيز من التيارات الإسلامية.

## الآراء السياسية
تؤمن ينار بحقوق المرأة وتدافع عنها، وفي السياسة تميل إلى العلمانية والديمقراطية، ولا ترى أن غزو الولايات المتحدة للعراق هو وسيلة لنشر الديمقراطية.

### غزو العراق
هاجمت ينار بشدة غزو الولايات المتحدة للعراق، وترى أن الغزو أحال الشوارع العراقية إلى مناطق بلا نساء، وتكشف زيف الادعاء بوجود خيارين لا ثالث لهما؛ إما الاحتلال وإما الإسلام السياسي، وتقول أن الخيار بينهما يجعلنا حياة غير حرة وغير آدمية. وفي مقابلة لها عام 2007 تشرح وجهة نظرها في غزو العراق قائلةً: «لا بد أن ترحل القوات المريكية فورًا؛ لأننا -شعب العراق- غير مقتنعين بأن الجهاديين سوف يُقبلون من أنحاء العالم لمحاربة ما يدعى بشرور الولايات المتحدة، وأن مدننا ستتحول إلى ساحات للقتال وحياتنا ستتدمر. على القوات الأمريكية أن ترحل فورًا بلا شروط، ولا نقبل الجدل بأن حمام دم سوف يسيل، فلا شيء أسوأ من الحرب الطائفية التي نعيشها الآن؛ وهي نتيجة للغزو العراقي».
وتعتقد ينار أن الاحتلال الأمريكي يُذكي التمرد المسلح والعنف السائد في العراق بعد عام 2003؛ ولكل ذلك تأثير ضار على وضع المرأة.

### الإسلام
ينار ليست ضد الدين لكنها ترى أنه لا بد أن تكون الحكومة علمانية، وأن المساواة لن تتحقق إلا بوجود حكومة علمانية، أما الحكومات الإسلامية فسوف تضر بحقوق المرأة؛ فعلى سبيل المثال يشير تقرير هيومان رايتس ووتش عام 2008 إلا أن النساء كن يهاجمن في الطرقات من قبل من يرون أن أفعالهن غير أخلاقية أو غير إسلامية كعدم ارتدائهن غطاء الرأس؛ وقد حدت هذه الهجمات إلى النساء بالمكوث في المنزل. كل هذه الأوضاع هي ما جعلت ينار تقارن بين المعاملة التي تلقتها جدتها منذ نصف قرن، والوضع الحالي؛ فوضع النساء في تراجع.
وننتيجةً لدفاعها عن حقوق المرأة واصطدامها بالتفسيرات المتشددة للإسلام؛ تلقت ينار محمد تهديدين بالقتل من قبل الجماعة الإسلامية «القيادة العليا للجهاد والتحرير» عام 2004، وسببها تحديدًا جهودها من أجل إرساء المساواة في القانون العراقي؛ لذا حصلت ينار على حماية مسلحة.

## روابط خارجية
موقع منظمة حرية المرأة في العراق